# Belantis
Belantis is een attractiepark in Duitsland, ten zuiden van Leipzig. Het pretpark heeft als thema de landen rond de Middellandse Zee. De mascotte van het park is een mol.

## Algemeen
Op 5 april 2003 opende Belantis zijn deuren. Het pretpark had bij de opening maar één achtbaan, de Drachenritt. Het park is gelegen in een voormalig bruinkoolmijn-gebied. De initiële investeringen van het park bedroegen 50 miljoen euro en aan de bouw ging een intensief marktonderzoek vooraf. Omdat het park in een voormalig bruinkoolmijnen-gebied ligt duurde het enige tijd voor het park zijn gewenste vorm kreeg.
Sinds de opening van het park kwamen de bezoekers voornamelijk uit Thüringen, Saksen, Saksen-Anhalt, Brandenburg en Berlijn, in de latere seizoenen groeide Belantis door en kwamen ook West-Duitsers het park bezoeken. 
In 2010 werd de achtbaan Huracan geopend. Deze is van het model Euro-Fighter en bevat 5 inversies.
De nieuwste achtbaan van het park is de in 2015 geopende Cobra des Amun Ra. Deze familieachtbaan werd net zoals de drie andere achtbanen van Belantis door de Duitse fabrikant Gerstlauer gebouwd.
De omzet van het attractiepark bedroeg 9,5 miljoen euro in 2013. 70% van de omzet bestaat uit entreegelden, 20 procent uit gastronomie en 10 procent uit de souvenirwinkels van het park. Het park besteedt per jaar 5 miljoen euro aan personeelskosten, 500.000 euro aan reparateurs en 300.000 euro voor stroomkosten. 
In 2017 bedroeg de omzet 160% van de omzet uit 2013.
In februari 2018 werd het park verkocht aan de Spaanse groep Parques Reunidos, in 2025 werd het op zijn beurt verkocht aan Compagnie des Alpes.